# Hyles argustana
Hyles argustana är en fjärilsart som beskrevs av Bandermann. 1928. Hyles argustana ingår i släktet Hyles och familjen svärmare. Inga underarter finns listade i Catalogue of Life.